# Gregory Goodwin Pincus
Gregory Goodwin Pincus (Woodbine, Nova Jérsei, 9 de Abril de 1903 — Boston, 22 de Agosto de 1967) foi um biólogo e pesquisador norte-americano co-inventor da pílula contraceptiva oral combinada.
Gregory Goodwin Pincus nasceu em Woodbine, Nova Jérsei, em uma família judia, filho dos imigrares poloneses Elizabeth (ancida Lipman) e Joseph Pincus, um professor de agricultura. Ele citou seus dois tios, dois cientistas agrícolas, por seu interesse na pesquisa. Ele foi para a Universidade Cornell e recebeu o grau de bacharel em agricultura em 1924.

## Carreira
Dr. Pincus começou a estudar biologia hormonal e hormônios esteróides no início de sua carreira. Seu primeiro grande sucesso veio cedo, quando ele foi capaz de produzir a fertilização in vitro em coelhos, em 1934. Pincus desenvolveu e comprovou, pela primeira vez, métodos de anticoncepção hormonal. Obteve a pílula anticonceptiva.
Ele morreu em 1967 de mielofibrose idiopática, uma doença sanguínea rara. Ele tinha 64 anos e vivia em Northborough, Massachusetts. Funeral do Dr. Pincus foi realizada sexta-feira 25 de agosto de 1967 no Temple Emanuel, em Worcester, Massachusetts.